# Vini (genre)
Pour les articles homonymes, voir Vini.
Genre
Le genre Vini regroupe des Psittacidae proches des loris et des loriquets, qui vivent dans les îles tropicales du Pacifique.

## Nom
Son nom, choisi par René Primevère Lesson, est un mot tahitien désignant diverses espèces de petits oiseaux.

## Description
Il comprend onze espèces très rares (certaines en danger d'extinction) qui vivent dans des aires restreintes où leurs habitats sont progressivement détruits par l'homme. Leurs points communs sont une absence de dimorphisme sexuel, une taille d'environ 18 ou 19 cm, des iris bruns, un bec et des pattes orange.

## Espèces
D'après la classification de référence (version 13.2, 2023) du Congrès ornithologique international (ordre phylogénique) :
- Vini meeki – Lori ultramarin
- Vini rubrigularis – Lori à menton rouge
- Vini palmarum – Lori des palmiers
- Vini amabilis – Lori à gorge rouge
- †Vini diadema – Lori à diadème
- Vini solitaria – Lori des Fidji
- Vini australis – Lori fringillaire
- Vini ultramarina – Lori ultramarin
- Vini stepheni – Lori de Stephen
- Vini kuhlii – Lori de Kuhl
- Vini peruviana – Lori nonnette

Deux espèces plus grandes, découvertes dans des dépôts alimentaires marquisiens, sont éteintes :
- Vini sinotoi†
- Vini vidivici†

Les Tahitiens appellent vini plusieurs espèces de passereaux notamment des Estrildidae, des oiseaux non apparentés directement avec les loris du genre Vini :
- Zostérops à poitrine grise - Zosterops lateralis ;
- Tangara cramoisi - Ramphocelus dimidiatus ;
- Astrild australien - Aegintha temporalis ;
- Astrild à bec de corail - Estrilda astrild ;
- Munie à poitrine brune - Lonchura castaneothorax.

### Sources
- Forshaw J.M. (2006) Parrots of the World. An identification guide. Princeton University Press, Princeton, Oxford, 172 p.
- Mario D. & Conzo G. (2004) Le grand livre des perroquets. de Vecchi, Paris, 287 p.